# لزلی هالیول
لزلی هالیول (انگلیسی: Leslie Halliwell؛ ۲۳ فوریه ۱۹۲۹ – ۲۱ ژانویهٔ ۱۹۸۹) روزنامه‌نگار، منتقد فیلم و نویسنده بریتانیایی بود. او در سال ۱۹۶۵، دانشنامهای پیرامون همه جنبه‌های سینما منتشر کرد. هالیول در سال ۱۹۷۷، دومین کتابش را به نام راهنمای فیلم هالیول (به انگلیسی: Halliwell's Film Guide) منتشر کرد. راهنمای فیلم هالیول که در نسخه اولیه خود هشت هزار فیلم را پوشش می‌داد، چندین‌بار بروزرسانی و تجدید چاپ شد. راهنمای فیلم هالیول و کتاب‌های مشابه آن در عصر پیش از اینترنت منبع اصلی علاقه‌مندان سینما بودند. پرداختن گسترده هالیول به موضوعات سینمایی از طریق کتاب و تلویزیون باعث شد که او جوایزی را از حلقه منتقدان فیلم لندن، بنیاد فیلم بریتانیا و بفتا دریافت کند.